# 中非皇帝
中非皇帝（法語：Empereur de Centrafrique）是1976年12月4日—1979年9月让-贝德尔·博卡萨（自称博卡萨一世）使用的头衔。博卡萨早在1966年通过政变掌权后，便以军事独裁者身份统治中非共和国。1977年12月4日，博卡萨在一场奢华的加冕仪式中正式加冕称帝，据估计，仪式的花费高达2000万美元（相当于2023年的1.01亿美元）。虽然中非帝国名义上实行君主立宪制，但实际上博卡萨掌握绝对权力，该国仍与之前一样是军事独裁政权。
博卡萨试图通过声称创建君主制可以使中非与非洲大陆其他国家“与众不同”，并赢得世界尊重，为其行动辩护。加冕仪式耗费了该国三分之一的年度预算，以及当年所有的法国援助；法国还通过公共和私人渠道向这场仪式提供了大量物资支持。尽管发出邀请，但没有外国领导人出席仪式，只有代表到场，例如法国的罗伯特·加莱和雷内·茹尔尼亚克。
由于博卡萨与穆阿迈尔·卡扎菲关系密切，以及其广为人知的镇压国内异议（最终在1979年恩加拉格巴监狱屠杀达到顶点），他与法国的关系恶化。法国最终决定通过情报机构对外情报和反间谍局实施代号为“卡班行动”的政变推翻他，该政变于1979年9月19日—20日进行。政变后，前总统戴维·达科复职，并废除中非帝国。